# Grafé paranomon
La Grafé paranomon (en griego antiguo γραφή παρανόμων, graphē paranómōn) era una forma de acción legal que se introdujo en Atenas durante la democracia, alrededor del año 415 a. C., Se la considera una sustitución del ostracismo, que cayó en desuso en la misma época.
El nombre significa «demanda en contra de (las cuentas) contrarias a las leyes». La demanda podría ser sometida a leyes o decretos que ya habían sido aprobados, o antes, cuando no eran más que propuestas. Una vez que alguien anunciaba bajo juramento que tenía la intención de interponer una demanda, la legislación o el decreto en cuestión era suspendido hasta que el asunto era resuelto. La idea era que, como no existía un mecanismo en Atenas para deshacer una ley, cualquier ley nueva no podía estar en contradicción con las leyes ya existentes.
Tenía una doble función. En primer lugar, proporcionar un mecanismo de revisión y derogación de tal decreto y tal ley aprobados por la Ekklesía (Asamblea).
Los jueces del tribunal ateniense de la Heliea eran, como los que asistían a la Asamblea, ciudadanos comunes y no expertos en derecho. Los miembros del jurado, tenían un estatus un poco más alto, ya que podían ser más de treinta, no veinte como para la Asamblea, y estaban bajo juramento.
El mecanismo puede ser comparado con las cámaras altas que se encuentran en muchas democracias modernas. Sin embargo, en Atenas, esta revisión no era automática, sino que tenía que ser iniciada por un ciudadano. A diferencia de una cámara alta o de un tribunal creado especialmente, la revisión no se planteaba como una investigación imparcial y objetiva de un nuevo examen, sino que  se formulaba como un proceso para ser defendido por un acusado que se exponía a sufrir una penalización en caso de condena.
En esto residía su segunda función: era siempre un arma con la que rivalizaban los políticos atenienses para causarse daños o eliminarse unos a otros; o desde otra perspectiva, un medio por el cual el demo ateniense podría favorecer o castigar a los líderes que lo servían. La demanda era presentada contra el portavoz que había propuesto la moción en la Asamblea: se consideraba que había engañado al pueblo y corrompido las leyes del estado, ya que la propia Asamblea no tenía que rendir cuentas a nadie y por una especie de ficción estructural (véase ficción legal) no podía equivocarse. La responsabilidad del proponente expiraba después de un año, después de la cual la propia ley todavía podía ser denunciada y anulada, pero el proponente no sufría penalización alguna. Trascurridos cinco años, la propia ley ya no era objeto de demanda.
La pena por condena, era por lo general una multa, a veces pequeñas, pero a veces tan grandes que no se podían pagar. En este caso, la privación de derechos (atimia) resultante, ponía de hecho fin a una carrera política. Debido a esto, los políticos empezaron a reclutar sustitutos para proponer los proyectos de ley que ellos mismos habían creado. Las sanciones recaerían en el sustituto más que en el propio político.
Muchos de los procesos conocidos no conciernen a la legislación fundamental, sino a decretos honoríficos, aparentemente de poca importancia desde un punto de vista moderno. Estos permitían, sin embargo, la discusión de una amplia gama de cuestiones y problemas. Un ejemplo es el par de discursos que sobreviven de una graphé paranomón del año 333 a. C., de Sobre la Corona de Demóstenes, en respuesta al de Contra Ctesifonte de Esquines.